# Giải Wolf
Giải thưởng Wolf là một giải thưởng quốc tế được trao trong phần lớn trong các năm từ 1978 dành cho các nhà khoa học và nghệ sĩ còn sống vì "những thành tựu trong sự quan tâm của nhân loại và mối quan hệ thân mật của con người... không kể quốc tịch, chủng tộc, màu da, tôn giáo, giới tính hay quan điểm chính trị."

## Các giải thưởng
Giải thưởng được trao tại Israel bởi Quỹ Wolf, được sáng lập bởi Ricardo Wolf, một nhà phát minh sinh ra tại Đức và từng là đại sứ Cuba tại Israel. Các giải thưởng được trao tại 6 lĩnh vực: Nông nghiệp, Hóa học, Toán học, Y học, Vật lý và Nghệ thuật, trong đó Giải Nghệ thuật luân phiên giữa Kiến trúc, Âm nhạc, Hội họa và Điêu khắc. Mỗi giải thưởng bao gồm một tấm bằng chứng nhận và tiền thưởng 100 000 đô-la Mỹ. Quỹ Wolf cho biết rằng giải thưởng được "trao hàng năm", nhưng thực tế không phải như vậy: chỉ có 6 giải được trao từ năm 2000 đến 2009 trong hầu hết các lĩnh vực, và chỉ có 4 giải Vật lý.

## Uy tín
Giải Wolf trong Vật lý và Hóa học được cho là các giải thưởng có uy tín nhất trong các lĩnh vực đó chỉ sau Giải Nobel. Trên thực tế, Giải thưởng trong lĩnh vực Vật lý gần như được coi là dấu hiệu để xác định chủ nhân tương lai của Giải Nobel: trong 26 người được trao giải từ 1978 đến 2010, có đến 14 người tiếp tục được trao giải Nobel, 5 người trong số đó được trao vào năm tiếp theo.
Trong lĩnh vực Y học, giải thưởng Wolf được cho là có uy tín thứ ba, sau Giải Nobel và Giải Lasker. Cho đến khi Giải Abel được thiết lập, Giải Wolf được cho là gần như tương đương với "Giải Nobel trong Toán học", từ khi mà Huy chương Fields danh giá chỉ được trao bốn năm một lần cho các nhà toán học dưới 40 tuổi. Giải Wolf trong Nông nghiệp được cho là tương đương với "Giải Nobel trong Nông nghiệp".